# Eriococcus gassinus
Eriococcus gassinus är en insektsart som beskrevs av Goux 1992. Eriococcus gassinus ingår i släktet Eriococcus och familjen filtsköldlöss.
Artens utbredningsområde är Frankrike. Inga underarter finns listade i Catalogue of Life.